# Ėsfir' Il'inična Šub
Ėsfir' Il'inična Šub (in russo Эсфи́рь Ильи́нична Шуб?; Suraž, 16 marzo 1894 – Mosca, 21 settembre 1959) è stata una regista e montatrice sovietica.

## Biografia
Nata a Suraž, nel governatorato di Černigov, dal 1910 al 1917 studiò letteratura russa presso l'Università per le donne di Mosca. Dal 1919 al 1921 lavora presso il Commissariato del Popolo per l'Educazione, dove è assistente personale di Vsevolod Mejerchol'd. Nel 1922 iniziò la sua carriera come montatrice presso la Goskino (poi Mosfil'm), dove rimontò numerosi film occidentali (tra i quali Il dottor Mabuse di Fritz Lang) per adattarli agli standard della compagnia. Curò anche l'edizione del cinegiornale Novosti dnja (Notizie del giorno). Nel 1926 fu nominata direttrice della Sovkino.
Nei primi anni venti iniziò a studiare la storia russa pre-rivoluzionaria. Gli studi ebbero come frutto il suo primo lungometraggio, La caduta della dinastia dei Romanov (1927). In seguito realizzò La grande strada (1927) e La Russia di Nicola II e Lev Tolstoj (1928). Nel 1932 completò il suo primo documentario sonoro, K.S.E. - Komsomol, lo sponsor dell'elettrificazione. Nel 1935 fu nominata Artista benemerita della RSFS Russa. Dopo La terra dei soviet (1937) realizzò il suo film più celebre, Spagna (1939), una celebrazione dei repubblicani spagnoli costituita quasi interamente da materiale girato sul posto dai combattenti, tra i quali il fotografo e regista Roman Karmen. Dal 1942 al 1953 lavorò come direttrice dello Studio Centrale per il Documentario.
Esfir Šub è considerata una pioniera del documentario di montaggio per l'integrazione di scene girate ex-novo con ampio materiale di repertorio.

## Filmografia

### Regista
- La grande strada (Великий путь) (1927)
- La caduta della dinastia dei Romanov (Падение династии Романовых) (1927)
- La Russia di Nicola II e Lev Tolstoj (Россия Николая II и Лев Толстой) (1928)
- Oggi (Сегодня) (1930)
- K.S.E. - Komsomol, sponsor dell'elettrificazione (К. Ш. Э. - Комсомол — шеф электрификации) (1932)
- Mosca costruisce la metropolitana (Москва строит метро) (1934)
- Il paese dei soviet (Страна Советов) (1937)
- La Turchia a un punto di svolta (Турция на подъёме) (1937)
- Spagna (Испания) (1939)
- 20 anni di cinema (Кино за 20 лет) (1940) - co-diretto da Vsevolod Pudovkin
- Il fascismo sarà sconfitto (Фашизм будет разбит) (1941)
- Terra madre (Страна родная) (1942)
- La riunione del comitato esecutivo della Federazione Internazionale delle Donne Democratiche (К пребыванию в Москве участников сессии исполкома международной демократической федерации женщин) (1946)
- Il processo di Smolensk (Судебный процесс в Смоленске) (1946)
- Sull'altra sponda dell'Aras (По ту сторону Аракса) (1947)
- Dal profondo del cuore (От чистого сердца) (1949)

### Montatrice
- L'isola dei giovani pionieri (Остров юных пионеров) (1924)
- Marocco (Морока) (1925)
- Il grande incendio (Первые огни) (1925)
- Pass (Перевал) (1925)
- Abrek Zaur (Абрек Заур) (1926)
- Skotinin (Господа Скотинины) (1926)
- Le ali di un servo (Крылья холопа) (1926)
- Prostitutka (Проститутка) (1927)